# J. J. Johnson
James Louis „J. J.“ Johnson (* 22. Januar 1924 in Indianapolis; † 4. Februar 2001 ebenda) war ein US-amerikanischer Komponist und Jazz-Musiker (Posaune, Komposition, Arrangement).

## Werdegang
Im Alter von neun bis elf Jahren lernte Johnson Klavier bei einem Kirchenorganisten; mit 14 griff er dann zur Posaune. In den Jahren 1941/42 tourte er mit Bands unter der Leitung von Clarence Love und Isaac „Snookum“ Russell, dessen Trompeter Fats Navarro großen Einfluss auf Johnsons Spielweise hatte. Von 1942 bis 1945 war Johnson Mitglied des Benny Carter Orchesters, mit dem er tourte und in zahlreichen Radioshows spielte. Er steuerte hier auch einige Arrangements bei. Sein erstes aufgenommenes Solo war 1943 das über Love for Sale.
Bis zum Mai 1945 spielte Johnson bei Count Basie – größtenteils in New York, wohin er Mitte 1946 übersiedelte, um für die nächsten Jahre mit kleinen Gruppen in diversen Clubs mit Bebop-Größen wie u. a. Bud Powell, Max Roach, Miles Davis, Fats Navarro, Charlie Parker und Dizzy Gillespie zu spielen. Mit dem Nonett von Davis war er an der Einspielung von Birth of the Cool beteiligt.
Als Teil von Oscar Pettifords Band tourte Johnson 1951 durch Korea, Japan und den Südpazifik; 1952 ging er auf Konzertreise mit einer All-Star-Band, der u. a. Miles Davis angehörte. Aufgrund der schlechter werdenden eigenen finanziellen Situation arbeitete Johnson als Inspekteur bei der Sperry Gyroscope Company und trat in dieser Zeit nur sporadisch auf. Im August 1954 gründete Johnson zusammen mit dem Posaunisten Kai Winding ein Duo namens Jay and Kai, das eingebettet in ein Quintett bis 1956 aktiv bleiben und extrem erfolgreich sein sollte – und somit Johnson einem breiteren Publikum bekannt machte. Neben dem mittlerweile erreichten Ansehen als führender Jazzposaunist zog er nun auch durch seine Third-Stream-Komposition Poem for Brass (alias Jazz Suite for Brass) Aufmerksamkeit als Arrangeur auf sich. Viele seiner orchestrierten Werke enthalten sowohl fugato-Passagen und choralartige „out of tempo“-Elemente als auch konventionelle Swingabschnitte.
Nach der Auflösung von Jay and Kai leitete Johnson sein eigenes Quintett bis zum Sommer 1960, tourte durch Europa und komponierte groß angelegte Arbeiten wie El camino real und Sketch for Trombone and Band, die 1959 beim Monterey Jazz Festival uraufgeführt wurden. Nebenher unterrichtete er an der Lenox School of Jazz in Massachusetts und schrieb an einer neuen Third-Stream-Komposition, Perceptions für Dizzy Gillespie.
Die 1960er Jahre hindurch kombinierte Johnson seine Karrieren als Posaunist und Arrangeur/Komponist: Er spielte mit der Miles Davis Gruppe (1961/62), formierte seine eigene Band (1963) und leitete während einer Japan-Tournee ein eigenes Sextett u. a. mit Clark Terry und Sonny Stitt. Bis 1967 komponierte er für die MBA Musik in NYC und hatte die Leitung inne.
Ab 1970, dem Jahr, in dem er nach Los Angeles zog, schrieb er hauptsächlich Film- und Fernsehmusik; seine seltenen Aufnahmen und Auftritte jedoch unterstrichen weiterhin seine Bedeutung als aktiver Jazzposaunist. Ein paar Jahre nach seiner Rückkehr in seine Heimatstadt Indianapolis (1987) spielte Johnson nach dem Tode seiner Ehefrau Vivian, der er daraufhin ein Album widmete, wieder häufiger. 1988 spielte er beispielsweise im New Yorker Village Vanguard, wo er von Slide Hampton eine Unterschriftenliste diverser Posaunisten als Zeichen ihrer Anerkennung für seine Verdienste im Jazz überreicht bekam.
Nachdem er 1995 ein letztes Konzert im Jazz Kitchen in Indianapolis gegeben hatte, gab er im Juni 1997 im Down Beat den Rückzug aus dem aktiven Musikgeschäft bekannt, um noch an eigenen Kompositionen und mit Joshua Berret und Louis Bourgois III an seiner Autobiographie The Musical World of J. J. Johnson zu arbeiten. Johnson litt die letzten Jahre an Krebs. Am 4. Februar 2001 erschoss er sich.

## Bedeutung
Johnson gilt als bedeutendster Nachkriegs-Posaunist, der auf zahlreiche Posaunisten einen großen Einfluss hatte und hat. Seine frühen Aufnahmen (etwa bis 1945) zeugen von einem „dicken“ Ton, einer eher aggressiven Spielweise sowie beeindruckender Beweglichkeit und ähneln durchaus noch seinen frühen Vorbildern Lester Young, Roy Eldridge sowie Fred Beckett – letzterer betonte eher die linearen Qualitäten der Posaune als das effektvolle Einsetzen des Zuges.
Während der 1940er Jahre hindurch entwickelte Johnson eine solche Schnelligkeit und technische Beherrschung des Instruments, dass viele Hörer seiner Platten damals fälschlicherweise davon ausgingen, Johnson spiele Ventilposaune: Johnsons hohes Spieltempo und die dabei dennoch weiterhin bestehende akkurate Klarheit gelten bis dato als unerreicht.
Ab 1947 spielte Johnson mit einem etwas leiseren Ton und sparte sich ein gelegentliches vibrato für besondere Effekte auf. Das Resultat hieraus war ein trockener, dennoch überaus attraktiver Sound, der ein wenig an ein Waldhorn erinnert. Während dieser Periode arbeitete Johnson emsig daran, die Patterns aus dem Bebop auf die Posaune zu übertragen, so dass sich seine Soli immer mehr an Geschwindigkeit und „auswendig gelernten“ Floskeln – wie z. B. der verminderten Quint (als Bebop-typischer Blue Note) – orientierten. Sein Spiel wurde jedoch in den 1950er Jahren immer ausgereifter, er legte nun weniger Wert auf Formeln und Geschwindigkeit, dafür mehr auf eine skalabezogene, modale sowie motivische Spielweise.

## Diskografische Hinweise
- Jay And Kai (Savoy Records, 1947–1954) mit Hank Jones, Billy Bauer, Charles Mingus, Eddie Safranski, Kenny Clarke
- The Eminent Jay Jay Johnson: Volume 1 & 2 (Blue Note Records, 1953–1954) mit Clifford Brown, Hank Mobley, Jimmy Heath, Wynton Kelly, John Lewis, Horace Silver, Paul Chambers, Percy Heath, Charles Mingus, Kenny Clarke (nach Morton/Cook „Eines der zentralen Dokumente des Nachkriegsjazz“)
- Live At The Cafe Bohemia (Fresh Sound, 1957) mit Bobby Jaspar, Tommy Flanagan, Wilbur Little, Elvin Jones
- The Trombone Master (Columbia, 1957–1960) mit Nat Adderley, Victor Feldman, Max Roach
- Live At The Village Vanguard (Emercy, 1988) mit Ralph Moore, Stanley Cowell, Rufus Reid, Victor Lewis

## Sammlung
- The Complete CBS J. J. Johnson Small Group Sessions (1956–61) – (Mosaic, 1996) 11 LPs oder 7 CDs mit Bobby Jaspar, Hank Jones, Percy Heath, Elvin Jones, Wilbur Little, Tommy Flanagan, Paul Chambers, Max Roach, Nat Adderley, Albert Heath, Cedar Walton, Spanky DeBrest b, Freddie Hubbard, Clifford Jordan, Arthur Harper b, Victor Feldman, Sam Jones, Louis Hayes

## Filmografie (Auswahl)
- 1971: Shaft
- 1972: Top of the Heap
- 1972: Straße zum Jenseits (Across 110th Street)
- 1973: Ein Fall für Cleopatra Jones (Cleopatra Jones)
- 1974: Willie Dynamite
- 1975: Starsky & Hutch (TV-Serie)
- 1976–1978: Der sechs Millionen Dollar Mann (TV-Serie)
- 1979–1980: Buck Rogers (TV-Serie)
- 1984–1985: Mike Hammer (Mickey Spillane’s Mike Hammer, TV-Serie)